# Timothy Duke

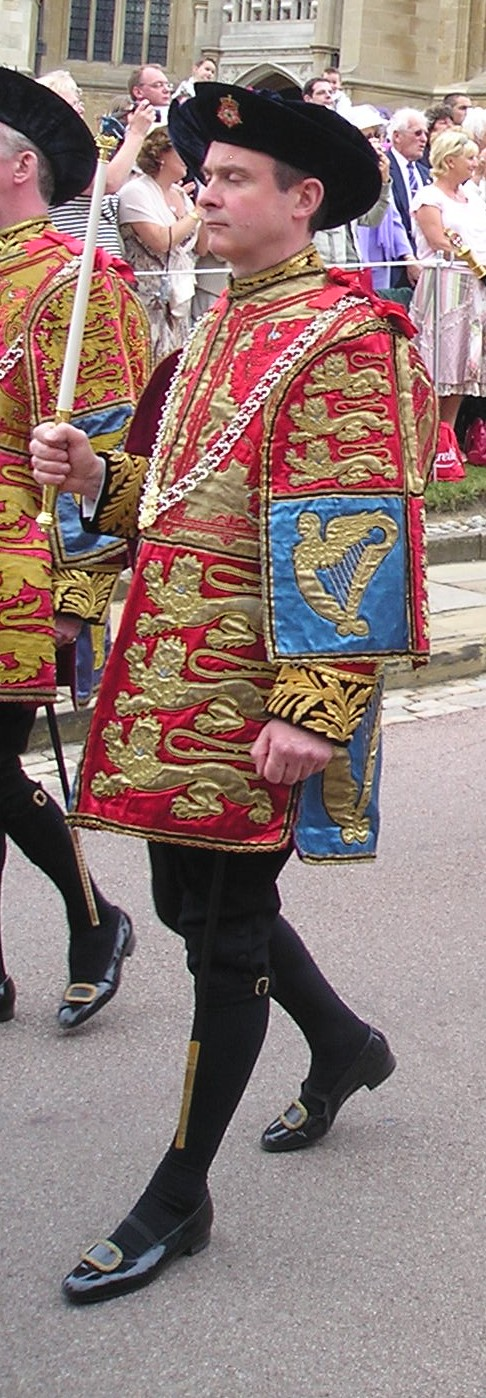
Duke als Chester Herald 2006 bei der Prozession des Hosenbandordens

Wappen des Timothy Duke

Timothy Hugh Stewart Duke (* 12. Juni 1953) ist ein englisch-britischer Heraldiker und Genealoge. Er war hochrangiger Officer of Arms des College of Arms in London.
Duke begann seine Laufbahn 1989 als Rouge Dragon Pursuivant of Arms in Ordinary. Er hielt diese Position bis zum 7. August 1995, als er zum Chester Herald of Arms in Ordinary befördert wurde. Am 1. Juli 2014 wurde er Norroy and Ulster King of Arms. Am 1. April 2021 stieg er in der Nachfolge von Patric Dickinson zum Clarenceux King of Arms auf. Am 30. September 2024 trat er von letzterem Amt zurück und ging in Ruhestand.
Seit 1988 ist Duke Esquire des Order of Saint John. Seit 2010 ist er Genealoge des Order of St Michael and St George. 2018 wurde Duke zum Fellow der Society of Antiquaries of London gewählt. Am 31. Dezember 2024 wurde er als Commander des Royal Victorian Order ausgezeichnet.